# Lucas Wensing (beeldhouwer)
Lucas Petrus Maria Wensing (Rotterdam, 22 juni 1869 – aldaar, 11 november 1939) was een Nederlands beeldhouwer.

## Leven en werk
Wensing was een zoon van Lucas Wensing (1831-1885) en Johanna Hendrika Koninghs (1839-1925). Zijn vader was kunstnijveraar en had een winkel in aardewerk, kazuifels en altaarversieringen in Rotterdam. Wensing kreeg een praktijkopleiding als meubelbeeldhouwer en modelleur van ornamenten en volgde daarnaast de avondcursussen aan de Academie van Beeldende Kunsten en Technische Wetenschappen in Rotterdam, als leerling van Simon Miedema en Alexander van Maasdijk. Hij won een zilveren medaille voor boetseren (1889) en de eerste prijs bij een wedstrijd voor oud-leerlingen (1901) van de Academie. Hij werkte enige tijd als modelleur in Duitsland. In 1904 behaalde hij de M.O.-akte boetseren. Wensing ontwierp meubels en maakte ornamenteel beeldhouwwerk en vrije plastieken.
In 1931-1932 was Wensing een van de oud-studenten van Van Maasdijk, naast onder anderen zijn oomzegger Adriaan van der Plas, Herman Bieling, Leendert Bolle en Hendrik Chabot, die meewerkten aan het grafmonument van hun leermeester op de Algemene Begraafplaats Crooswijk. 
Wensing overleed een aantal maanden na zijn 70e verjaardag. Hij werd begraven op de rooms-katholieke begraafplaats St. Laurentius.

## Werken (selectie)
- 1914 reliëfportret voor het grafmonument van J.S. Vervueren (1840-1913), onderwijzer en directeur van het dameskoor 'Cappella' en 'Rotterdams Kinderkoor'op Crooswijk
- 1924 reliëfportret voor het grafmonument van cellist Isaäc Mossel (1870-1923) op begraafplaats Zorgvlied, Amsterdam
- 1924 plaquette t.g.v. de 70e verjaardag van kolonel A.N.C.S. van Buren, vennoot van de kantoren Bekouw, Mijnssen & Jung en Gebrs. Van Buren
- 1932 een van de gebeeldhouwde koppen aan het grafmonument van Alexander van Maasdijk op Crooswijk
- 1904 hardstenen apen voor het apenhuis van de Rotterdamse Diergaarde
- 1905 uitvoering beeldhouwwerk voor Mathenesserlaan 262-264, Rotterdam, naar ontwerp van Jan de Wolff
- 1906 uitvoering beeldhouwwerk (figuren, ornamenten en wapens) voor het Calandmonument van Arend Odé, Rotterdam
- 1918-1920 ornamenteel beeldhouwwerk, karakterkoppen van bouwambachten, aan het Stadhuis van Rotterdam
- beeld van St. Rosalia boven de ingang van de Sint-Rosaliakerk (verloren gegaan bij het bombardement op Rotterdam)
- 1931 gevelsteen Algemeene Ned. Metaalwerkersbond, Hofdijk 64-66, Rotterdam
- 1931 sluitstenen (meisje met eenden en jongen met duiven) voor brug Statensingel, Rotterdam
- 1939 bronzen 'Engel des oordeels' voor ingangsgebouw r.k.-begraafplaats St. Laurentius
- 1939 beeldgroep van twee figuren voor de Rozenkranskerk, Schiedam
- wanddecoratie l'Ambassadeur, 's-Gravendijkwal, Rotterdam

- Biografisch Portaal: 96230802
- RKD-Nederlands Instituut voor Kunstgeschiedenis: 110215